# Psicologia dell'Io
La psicologia dell'Io, rappresenta un'importante branca della psicoanalisi che sostiene la teoria secondo la quale l'Io possiede, anche nelle situazioni di forte conflitto intrapsichico (ad esempio, di tipo nevrotico), processi funzionali "liberi da conflitti", sostanzialmente autonomi e distinti rispetto all'Es.
La parte "libera da conflitti" dell'Io è quella che si occupa, anche in situazioni di disagio emotivo, del rapporto con la realtà e dell'esecuzione delle funzioni psichiche di base (quali i processi cognitivi, etc.). Obiettivo del trattamento psicoanalitico, secondo tale approccio, è quindi quello di rinforzare ed ampliare la sfera dell'Io libera da conflitti, favorendo un miglior adattamento all'ambiente reale. All'interno della teoria della clinica della Psicologia dell'Io, ampio spazio è dato all'analisi delle difese, ovvero alle modalità costitutive dei meccanismi di difesa messi in atto per la gestione (o come conseguenza) del conflitto intrapsichico e delle istanze pulsionali.
I maggiori esponenti di questa importante corrente della storia della psicoanalisi, che si sviluppò negli Stati Uniti a partire dalla fine degli anni '30, sono stati Heinz Hartmann (ritenuto l'autore di avanguardia di questo orientamento), David Rapaport, Margaret Mahler, ed Anna Freud, figlia di Sigmund Freud.
Tra i suoi precursori vengono solitamente considerati anche lo psichiatra Harry Stack Sullivan (pioniere dei cosiddetti approcci interpersonali in psichiatria) e la psicoanalista Karen Horney.
La Psicologia dell'Io, in cui sono enfatizzati alcuni assetti definibili come "maggiormente razionalistici" rispetto a quelli di altre correnti psicoanalitiche, conobbe molta fortuna in ambito statunitense tra gli anni '40 e gli anni '70.
A partire dagli anni '80 ha conosciuto un relativo declino, ed è stata in gran parte sostituita, nell'attenzione dei clinici, dagli approcci della psicoanalisi relazionale ed intersoggettiva.